# Vol Air India 182
Le 23 juin 1985, une bombe placée à bord du Boeing 747 effectuant le vol Air India 182 explose, détruisant l'appareil au-dessus de l’océan Atlantique, au sud-ouest de l’Irlande. L'avion de la compagnie indienne Air India assurait un vol international régulier de passagers opérant sur la ligne Montréal - Bombay, via Londres et Delhi. Les 329 personnes à bord dont quatre-vingt enfants et 270 passagers de nationalité canadienne meurent dans l'attentat. Les restes de l'appareil tombent dans l'océan à environ 190 kilomètres au sud-ouest de l'Irlande. L'attentat du vol 182 est la pire attaque terroriste de l'histoire du Canada, la plus grande catastrophe aérienne impliquant un avion d'Air India et l'acte de terrorisme aérien le plus meurtrier jusqu'aux attentats du 11 septembre 2001.
L'enquête pointe le groupe terroriste Babbar Khalsa d'être à l'origine de l'attentat. Cette organisation armée nationaliste sikh revendique la création du Khalistan, un État souhaité par les indépendantistes sikhs de l'État indien du Pendjab. Bien qu'une poignée de membres sont arrêtés et jugés pour l'attentat, la seule personne condamnée est Inderjit Singh Reyat, un ressortissant canado-britannique et membre de l'International Sikh Youth Federation (ISYF). Il plaide coupable en 2003 d'homicide involontaire coupable et est condamné à quinze ans de prison pour avoir assemblé les bombes qui ont explosé à bord du vol 182 et à Narita.
L'enquête et les poursuites qui suivent l'explosion du vol 182 durent près de vingt ans. Il s'agit du procès le plus coûteux de l'histoire du Canada, avec près de 130 millions de dollars canadiens dépensés. Le gouverneur général en conseil nomme en 2006 l'ancien juge de la Cour suprême du Canada, John C. Major, pour diriger une commission d'enquête. Son rapport, publié le 17 juin 2010, conclut qu'une « série d'erreurs » du gouvernement du Canada, de la Gendarmerie royale du Canada (GRC) et du Service canadien du renseignement de sécurité (SCRS) a permis à l’attaque terroriste d'avoir lieu.

## Avion
L'appareil effectuant le vol était un Boeing 747-237B, immatriculé VT-EFO (numéro de série 21473/330) et nommé Kanishka. Cet avion gros-porteur a effectué son vol inaugural le 19 juin 1978 et a été livré neuf à Air India en juillet 1978. Il est propulsé par quatre turboréacteurs double flux, de type Pratt & Whitney JT9D-7J, et totalise 23 634 heures de vol et 7 525 cycles (décollage/atterrissage) au moment de l'accident.
Le 28 janvier 1983, ce 747, opérant alors le vol 306, a été endommagé à la suite d'une collision au sol avec un Airbus A300 d'Indian Airlines à l'aéroport de Palam ; il a ensuite été réparé et remis en service.

## Déroulement des faits
Le 22 juin 1985 à 13 h 30 UTC, un homme se présentant comme « Manjit Singh » (enregistré sous le nom de M. Singh) a appelé pour confirmer sa réservation sur le vol 181/182 d'Air India. On lui a dit qu'il était toujours sur la liste d'attente et on lui a proposé d'autres arrangements, qu'il a refusés. À 15 h 50 UTC, M. Singh s'est enregistré dans une file d'attente de 30 personnes sur le vol de la Canadian Pacific Airlines (CP) à partir de Vancouver pour Toronto, dont le départ était prévu à 9 h 18. Il a demandé à l'agente Jeannie Adams d'enregistrer sa valise rigide marron foncé, de la marque Samsonite, et de la faire transférer sur le vol 181, puis sur le vol 182 à destination de l'Inde. 
L'agent a d'abord refusé sa demande de transfert de bagages, car son siège de Toronto à Montréal et de Montréal à Bombay n'était pas confirmé. Il insista, mais l'agent le repoussa de nouveau. L'homme répondit : « Attendez, je vais chercher mon frère ». Alors qu'il s'éloignait, elle céda et accepta la valise, mais lui dit qu'il devrait s'enregistrer à nouveau auprès d'Air India à Toronto. Après l'attentat, elle se rendit compte que cette supercherie avait permis d'acheminer cette valise vers le vol 182. L'homme, inquiet, ne fut jamais identifié. À 16 h 18 UTC, le vol CP 60, à destination de l'aéroport international Pearson de Toronto, part sans M. Singh.
À 20 h 22 UTC, le vol 60 est arrivé à Toronto avec douze minutes de retard. Certains passagers et bagages, dont la valise enregistré par M. Singh, ont été transférés sur le vol 182 d'Air India. En réponse aux menaces des militants sikhs, Air India avait demandé des mesures de sécurité supplémentaires, ce qui a conduit le Canada à affecter des policiers supplémentaires dans les terminaux de Toronto et de Montréal, et tous les bagages devaient être contrôlés aux rayons X ou à la main. Mais puisque l'appareil à rayons X était en panne ce jour-là, les inspecteurs ont utilisé un détecteur d'explosifs portable PDD-4. Un agent de sécurité d'Air India a démontré que l'appareil émettait un son strident lorsqu'une allumette en feu était tenue à quelques centimètres de distance, et a également montré qu'il devait être utilisé autour du sac testé. Entre 5 h 15 et 6 h 0, le détecteur a été entendu émettant un bip sur une valise marron, avec une fermeture éclair tout autour ; il a également émis un faible bip près du cadenas. Mais la compagnie aérienne n'en a pas été informée, les contrôleurs n'ayant pas reçu d'instructions sur la réaction à un simple bip sonore, ils l'ont donc laissé passer. Une enquête ultérieure a révélé que les deux conteneurs susceptibles de contenir la valise de M. Singh étaient placés à proximité des systèmes électronique sensible de l'avion.
À 0 h 15 UTC (20 h 15, le 22 juin), le vol 181, assuré par un Boeing 747-200 baptisé Kanishka, a décollé de Toronto, à destination de Montréal, avec une heure et 40 minutes de retard car un moteur de rechange avait été installé sous l'aile gauche de l'avion et devait être transporté en Inde pour réparation. Certaines pièces de ce moteurs devaient également être stockées dans la soute arrière. Le cinquième moteur était un moteur de rechange en bon état de fonctionnement qui avait été loué à Air Canada, après la panne d'un de ses 747 en route vers l'Inde. Ce moteur a fait l'objet d'une inspection post-location et a été déclaré en bon état de fonctionnement par le personnel d'Air Canada.
L'avion est arrivé à l'aéroport international Montréal-Mirabel à 1 h 0 UTC (21 h 0, le 22 juin) ; de là, il est devenu le vol 182. Il est parti pour l'aéroport de Londres-Heathrow, à destination de l'aéroport international de Palam, à New Delhi, puis vers l'aéroport international de Sahar, à Bombay. À bord se trouvait 329 personnes : 307 passagers et 22 membres d'équipage. Le commandant de bord, Hanse Singh Narendra (56 ans, 20 379 heures de vol, dont 6 488 sur 747), était le pilote en fonction (PF), avec Satwinder Singh Bhinder (41 ans, 7 489 heures de vol, dont 2 469 sur 747) comme copilote et Dara Dumasia (57 ans, 14 885 heures de vol, dont 5 512 sur 747) comme mécanicien navigant. De nombreux passagers allaient rendre visite à leur famille et à leurs amis.

Reconstitution du fuselage à partir des débris de l'avion retrouvés après l'attentat.

À 7 h 9 GMT (8 h 9 heure irlandaise (en)), l'équipage du vol 182 a effectué une activation de routine sur son transpondeur, comme demandé par le contrôle aérien (ATC) de l'aéroport de Shannon, puis a disparu des écrans radar cinq minutes plus tard. À 7 h 14 GMT (8 h 14 heure irlandaise), une bombe, dissimulée dans un tuner de la marque Sanyo, cachée dans une valise située dans la soute avant a explosé alors que le 747 était à 31 000 pieds (9 450 m) d’altitude. Elle a provoqué une décompression explosive et la désintégration de l'avion en plein vol. Aucun appel de détresse n'a été reçu par l'ATC de Shannon. Ce dernier a demandé aux autres avions se trouvant dans la zone d'essayer de contacter le vol 182, en vain. À 7 h 30 GMT, le contrôle aérien a déclaré une situation d'urgence et a demandé aux cargos à proximité, ainsi qu'au navire de la marine irlandaise LÉ Aisling de rechercher l'avion.
Pendant ce temps, peu avant 20 h 22 UTC (13 h 22 PDT), un autre homme, enregistré sous le nom de L. Singh (également jamais identifié), s'est enregistré pour le vol CP 003, à destination de Tokyo et décollant à 20 h 37 UTC (13 h 37 PDT), avec un bagage, qui devait être transféré sur le vol 301 d'Air India à destination de Bangkok. Cependant, L. Singh n'a pas embarqué sur le vol. Le deuxième bagage enregistré par L. Singh a été embarqué sur le vol 003 reliant Vancouver à Tokyo. Il n'y a pas eu d'inspection aux rayons X des bagages sur ce vol. Sa cible était un autre 747, qui devait décoller avec 177 passagers et membres d'équipage à destination de l'aéroport international Don Muang, mais 55 minutes avant l'attentat du vol 182, la bombe a explosé au terminal de l'aéroport international de Narita. Deux bagagistes japonais ont été tués sur le coup et quatre autres personnes ont été blessées. Il semble que les responsables avaient prévu que les explosions des deux bombes se produisent simultanément, visant alors un double attentat aérien, mais ils ont négligé de prendre en compte le fait que le Japon n'utilise pas l'heure d'été, contrairement au Canada.

## Récupération des débris et des corps
À 9 h 13 UTC, le cargo américain Laurentian Forest (en) a découvert des débris de l'avion et de nombreux corps flottant dans les eaux de l’océan Atlantique. D'autre 747 avaient été précédemment endommagés ou détruits au sol, et le vol Korean Air Lines 007 avait été abattu par des avions de chasse soviétique, mais il s'agissait alors du premier avion gros-porteur détruit par l'explosion d'une bombe à bord.
Les morceaux de l’épave, qui reposent par 2 000 m de profondeur, à près de 250 km au large de la côte sud-ouest de l'Irlande et à environ 190 km au large du comté de Cork, s'étalent sur une zone de 16 km de long et 6 km de large.
Des opérations de secours sont immédiatement organisées afin de repêcher les corps. 17 bateaux, avions et hélicoptères d'Irlande, des États-Unis et de la Grande-Bretagne sont impliqués dans cette manœuvre. 123 cadavres sont récupérés dans les jours suivants. En tout, 131 corps seront retrouvés. Une autre victime sera repêchée quatre mois plus tard en même temps qu'une épave de l'avion, lors d'une dernière opération de recherche effectuée par un navire canadien. 197 corps sont portés disparus.
La bombe a tué les 22 membres d’équipage et les 307 passagers. Au moins 2 passagers survécurent à l’explosion ainsi qu'à la chute, mais se noyèrent. L'une des deux victimes noyées, une femme enceinte, fut décrite avec précision par le Dr John Hogan dans un témoignage qu'il porta au coroner, à Cork, le 17 septembre 1985 : « D'autres découvertes significatives furent la présence de grandes quantités de liquide mousseux dans la bouche et les narines, toutes les voies respiratoires et les poumons étaient obstrués par l’eau et extrêmement lourds. L'estomac et l'utérus étaient remplis d'eau. L’utérus contenait un fœtus mâle normal d’environ cinq mois. Le fœtus n’a pas été traumatisé et, à mon avis, la mort est due à la noyade. »

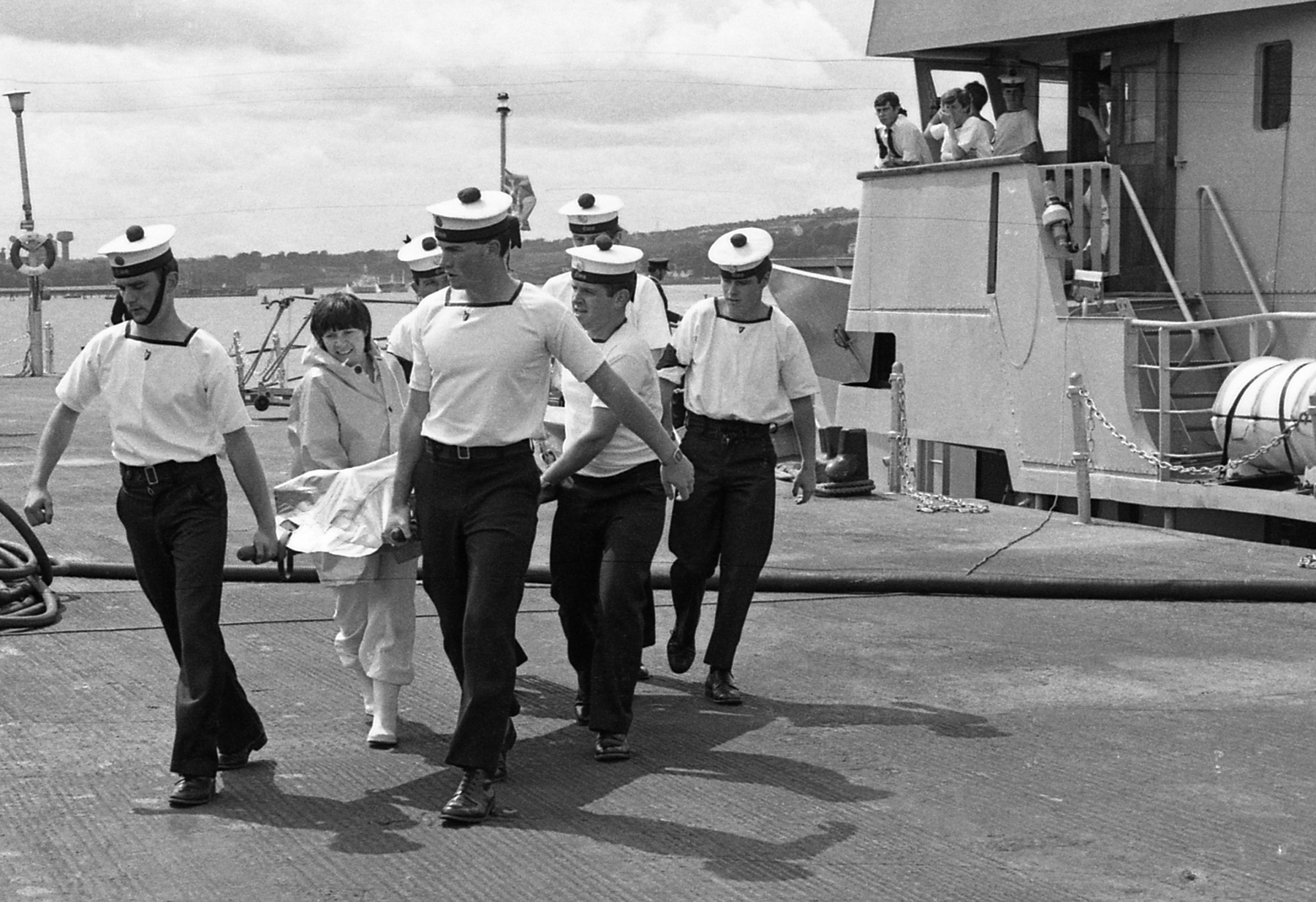
Des membres de la marine irlandaise récupérant les corps des victimes du vol 182.

Pour ce qui est des autres victimes, les corps de 197 passagers n'ont jamais été retrouvés, rendant la cause de leur mort incertaine. Sur les 132 corps restants, 8 présentent un type particulier de blessure indiquant que leurs corps se trouvaient en dehors de l'appareil avant le contact avec l'océan (ce qui était une preuve médico-légale de l'explosion en vol), 26 présentent des signes d'hypoxie (manque d'oxygène), 25 (principalement des victimes situés près des hublots) des signes directs de décompression explosive, 23 des signes de « blessures causées par une force verticale ». Tandis que 21 corps ont été retrouvés nus ou en haillons.
Un responsable cité dans le rapport du Conseil national de la sécurité des transports (NTSB) concernant la catastrophe, le Vice-maréchal de l'air Kunzru, déclara : « Toutes les victimes, comme établi dans le rapport du Premier ministre, seraient décédées à la suite de multiples blessures. Deux des morts, un nourrisson et un enfant, auraient succombé à une asphyxie. Il n'y a aucun doute sur la mort par asphyxie du nourrisson. Cependant, dans le cas de l'autre enfant (le cadavre n°93), le doute est permis car les résultats pourraient aussi être dus au fait qu'il subissait une rotation ou un basculement au niveau du point d'ancrage des chevilles. ».

## Bilan des victimes
| Nationalité | Passagers | Équipage | Total |
| ----------- | --------- | -------- | ----- |
| Canada      | 270       | 0        | 270   |
| Royaume-Uni | 27        | 0        | 27    |
| Inde        | 0         | 22       | 22    |
| Allemagne   | 3         | 0        | 3     |
| États-Unis  | 3         | 0        | 3     |
| Brésil      | 2         | 0        | 2     |
| Italie      | 2         | 0        | 2     |
| Japon       | 1         | 0        | 1     |
| France      | 1         | 0        | 1     |
| Mexique     | 1         | 0        | 1     |
| Russie      | 1         | 0        | 1     |
| Australie   | 1         | 0        | 1     |
| Chine       | 1         | 0        | 1     |
| Belgique    | 1         | 0        | 1     |
| Irlande     | 1         | 0        | 1     |
| Cuba        | 1         | 0        | 1     |
| Total       | 307       | 22       | 329   |

## Parmar
Le principal suspect était le chef d’un groupe armé sikh, le Babbar Khalsa, agissant au Canada. Talwinder Singh Parmar (en) était supposé avoir conçu l’attaque alors qu’il vivait en Colombie-Britannique. Parmar était un citoyen canadien naturalisé que l’Inde voulait extrader pour ses actions au Punjab. Le Service canadien du renseignement de sécurité (SCRS) obtient l’autorisation d’enregistrer ses conversations téléphoniques le 5 mars 1985, trois mois avant les attentats.
En 1992, Parmar est tué par la police au Penjab.

## Le procès
En octobre 2000 la Gendarmerie royale du Canada arrête Ripudaman Singh Malik et Ajaib Singh Bagri sur l’inculpation des meurtres décrits ci-dessus et la tentative de meurtres sur les passagers d’Air India 301. En 2001 elle arrête Inderjit Singh Reyat, suspecté d’être le constructeur des bombes. En 2003 Reyat plaide coupable.
L’avant de la carlingue a pu être reconstitué avec des morceaux de l'épave. Le procès de Malik et Bagri, retardé par des problèmes légaux, commence en avril 2003 et le 16 mars 2005 ils sont acquittés, dans un arrêt[réf. nécessaire] qui dénonce une accusation basée sur des témoignages très fragiles. Les forces de l'ordre déclarent qu'elles maintiennent une équipe d'enquêteurs sur le dossier. 
Le SCRS serait intervenu dans l’enquête en détruisant des centaines de bandes enregistrées afin de protéger leur taupe dans le groupe terroriste. Le SCRS déclare qu’elles étaient sans intérêt.

## Mémorial

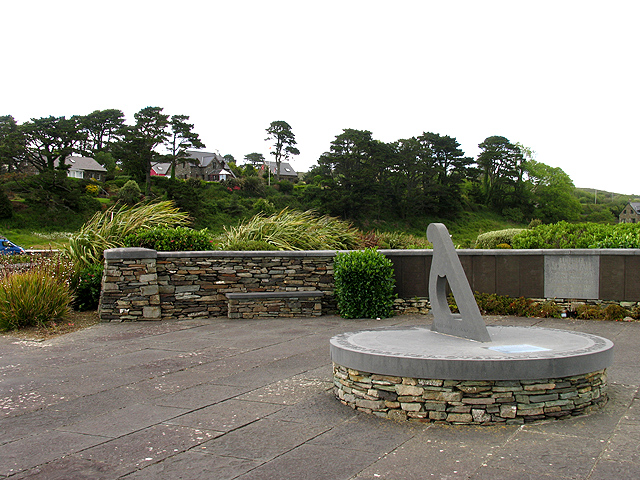
Monument commémoratif à Ahakista (Irlande).

Plusieurs monuments commémoratifs ont été érigés au Canada et ailleurs pour rendre hommage aux victimes du vol 182. En 1986, un monument a été inauguré à Ahakista (en), en Irlande, à l'occasion du premier anniversaire de l'attentat.
Par la suite, l'inauguration d'un nouveau mémorial a eu lieu le 11 août 2006 sur un terrain de jeu, situé dans le parc Stanley, à Vancouver, en Colombie-Britannique.
Un autre mémorial a été dévoilé le 22 juin 2007 à Humber Bay Park, à Toronto, en Ontario ; bon nombre des victimes de l'attentat résidaient à Toronto. Le mémorial comporte notamment un cadran solaire dont la base est constituée de pierres provenant de toutes les provinces et territoires du Canada, ainsi que des pays des autres victimes, et un mur orienté vers l'Irlande et portant les noms des victimes.
Un troisième mémorial canadien a ouvert ses portes à Ottawa en 2014, puis un quatrième mémorial a été dévoilé à Lachine, à Montréal, à l'occasion du 26e anniversaire de la tragédie.

## Médias
L'accident a fait l'objet d'un épisode dans la série télé Air Crash nommé Preuves explosives (saison 5 - épisode 7).